# Festival du cinéma francophone de Málaga
Le Festival du cinéma francophone de Málaga, (en espagnol, Festival de Cine Francés de Málaga, FCFM), est un festival de cinéma créé en 1994 et organisé chaque année à Malaga, en Espagne.

## Organisation
Considéré comme le festival francophone le plus important d’Espagne, celui-ci est organisé chaque année par l'Alliance française de Malaga en collaboration avec l'ambassade de France à Madrid et la mairie de Màlaga.
La semaine du festival du cinéma francophone se déroule dans plusieurs lieux et cinémas de Málaga (Ciné Albéniz, Centro Pompidou de Málaga La Termica) et s’attache à promouvoir la qualité de la production cinématographique française et francophone contemporaine en Espagne, grâce à la mise en place de quatre sections (Officielle francophone, Hommage, Documentaire et Courts-métrages). 
Pour sa 30e édition, organisé entre le 11 et le 18 octobre 2024, le festival a accueilli plus de 16 000 spectateurs et a rempli 93 % de sa capacité pour toutes les projections.

## Prix

### Années 2020

#### 2023
- Prix du meilleur film : Le Paradis, de Zeno Graton[6].

- Prix du public : Last Dance de Delphine Lehericey[7].

#### 2024
Cette année, une rétrospective est dédiée à l'actrice française Juliette Binoche.
- Prix du meilleur film : 2024 : Le Quatrième Mur de David Oelhoffen[9].
- Prix du public 2024 : Un ours dans le Jura de Franck Dubosc.